# 高爾特鎮區 (堪薩斯州賴斯縣)
高爾特鎮區（英語：Galt Township）為美國堪薩斯州賴斯縣轄下的鎮區。2010年美国人口普查中此鎮區人口有71人。

## 地理
高爾特鎮區涵蓋總面積為93.9平方（36.25平方英里），其中陸地面積為93.7平方（36.17平方英里），水域面積為0.21平方（0.08平方英里）或0.22%。

## 人口統計
根據2010年美國人口普查，高爾特鎮區人口有71人，其中男性有34人，女性有37人，人口密度為每平方公里0.76人，住房計28戶。鎮區內的白人有70人，非裔美國人有0人，美洲原住民有0人，亞裔美國人有0人，太平洋島裔美國人有0人，其他種族有0人，混血種族則有1人。此外鎮區內有0人為西班牙裔或拉丁裔美國人。此鎮區之年齡中位數為45.2歲，而男性年齡中位數為44.5歲，女性年齡中位數為46.5歲。

## 交通

### 主要公路
- 4號堪薩斯州州道